# FC Arizona
FC Arizona é uma agremiação esportiva da cidade de Mesa, Arizona. Atualmente disputa a National Premier Soccer League.

## História
Fundado no dia 19 de julho de 2016, a equipe estreou na NPSL em 2017. O primeiro jogo do FC Arizona foi contra o Real San Jose, vencendo o jogo por 5x0.

## Estatísticas

### Participações
|  | Participações em 2018 |

| Competição     | Competição               | Temporadas | Melhor campanha | Estreia | Última | P | R |
| Estados Unidos | Lamar Hunt U.S. Open Cup | 1          | Estreia (2018)  | 2018    | 2018   |   | – |